# Heilanstalt Dösen

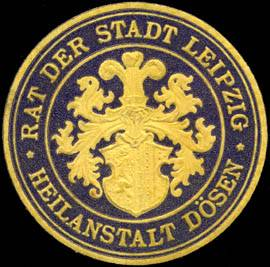
Siegelmarke der Heilanstalt Dösen

Die Heilanstalt Dösen war eine psychiatrische Klinik im sächsischen Dösen (ab 1910 ein Stadtteil von Leipzig), die 1901 eingerichtet wurde. Sie wurde 1913 von kommunaler in staatliche Trägerschaft überführt und hieß anschließend Landesheil- und Pflegeanstalt Leipzig-Dösen. In der DDR-Zeit hieß sie Bezirkskrankenhaus für Psychiatrie Leipzig-Dösen. Nach 1990 wurde daraus das städtische Park-Krankenhaus Leipzig-Dösen, das neben der Psychiatrie auch Abteilungen für Chirurgie und Innere Medizin beinhaltete. Die Klinik fusionierte 1993 mit der Städtischen Klinik für Orthopädie und Rehabilitation Dr. Georg Sacke. Zusammen wurden sie 1999 privatisiert und 2002 an einen neuen Standort im Stadtteil Probstheida verlegt, wo als Nachfolgeeinrichtung das Park-Klinikum Leipzig besteht. Die ehemalige Heilanstalt Dösen wird derzeit zu einem Wohngebiet modernisiert.

## Geschichte

### Gründung

Die Heilanstalt Dösen 1901
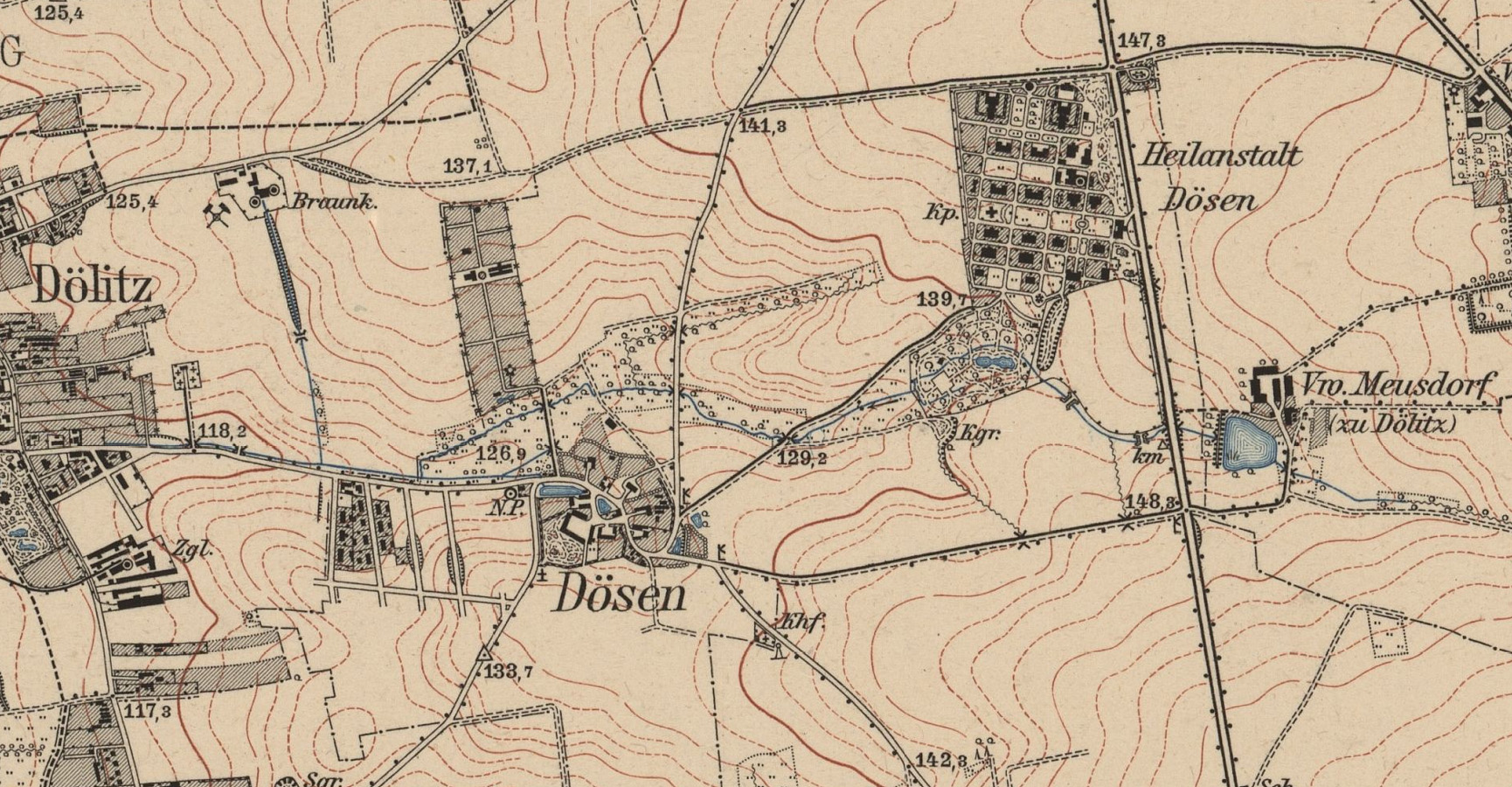
Lage der Heilanstalt (1907)

Zwischen 1899 und 1901 wurde die Heilanstalt Dösen durch Otto Wilhelm Scharenberg im Pavillonstil auf der Flur des damals noch selbstständigen Dorfes Dösen gebaut und 1901 eröffnet. Die Klinik zur Behandlung psychisch Kranker und Behinderter übernahm weitgehend die psychiatrische Versorgung von Leipzig. Davon abgeleitet entstand in der Leipziger Umgangssprache die Redewendung „Du bist wohl aus Dösen?“ im Sinne von „Du bist komplett verrückt“.

Im Anstaltsgelände (um 1920?)

Nach der Eingemeindung von Dösen nach Leipzig (1910) und dem Inkrafttreten des Sächsischen Irrenfürsorge-Gesetzes wurde die Heilanstalt im Januar 1913 als Königliche Landesheil- und Pflegeanstalt Leipzig-Dösen vom Königreich Sachsen übernommen. Zwischen 1918 und 1928 und nochmals von Januar bis April 1940 leitete Hermann Paul Nitsche die Klinik.

### Zeit des Nationalsozialismus
1933 verlegte man die Kinderabteilung in die Landesanstalt Chemnitz-Altendorf. In den Jahren 1934 bis 1939 wurden in Dösen 583 Patienten zwangssterilisiert.
Zum 1. Januar 1940 kam Direktor Hermann Paul Nitsche von Pirna-Sonnenstein für vier Monate wieder nach Leipzig-Dösen zurück und übernahm am 1. Februar 1940 die dortigen Amtsgeschäfte. Nitsche entwickelte und „erprobte“ im Vorfeld der nationalsozialistischen Kinder-„Euthanasie“ mit Assistenz der Oberärzte Georg Renno und Herbert Schulze in Dösen ein Vergiftungsschema mit Luminal, wonach den Kindern über mehrere Tage leicht überdosierte Luminalgaben in Tablettenform oder intravenös verabreicht wurden. In Verbindung mit einer zeitgleich stattfindenden systematischen Unterernährung führte dies in kurzer Zeit zum Tod der Kinder durch Lungenentzündung. Nitsches Nachfolger als Direktor war Emil Eichler (1875–1949), der das Amt bis zu seiner Pensionierung 1943 kommissarisch führte. Unter seiner Leitung wurde auf Initiative des Pädiaters Werner Catel (Ordinarius für Kinderheilkunde an der Universitätskinderklinik/Städtisches Kinderkrankenhaus Leipzig) im Oktober 1940 eine kinderpsychiatrische Abteilung eingerichtet. In dieser vom Arzt Arthur Mittag geleiteten „Kinderfachabteilung“ wurden zwischen November 1940 und 7. Dezember 1943 (dem Tag der Verlegung der Kinderfachabteilung in die Landesanstalt Großschweidnitz bei Löbau) 551 Kinder und Jugendliche nach Nitsches „Luminal-Schema“ systematisch ermordet.
Die Heilanstalt Dösen und die „Kinderfachabteilung“ arbeiteten 1940–1943 eng mit dem Kaiser-Wilhelm-Institut (KWI) für Hirnforschung, Berlin-Buch und der Universitätskinderklinik in Leipzig zusammen. Die Verbindung zum KWI, wohin die Gehirne der ermordeten Kinder der „Kinderfachabteilung“ zu Forschungszwecken geschickt wurden, lief über die Prosektur der Dösener Anstalt und deren damaligen Leiter Georg Friedrich. 1936 hatte dieser die Prosektur übernommen und war von 1938 bis 1942 zudem als Gastwissenschaftler am KWI für Hirnforschung tätig. Als im Oktober 1940 die „Kinderfachabteilung“ eröffnet wurde, übernahm Friedrich alle vierzehn Tage die pathologische Untersuchung der hier ermordeten Kinder und vermutlich auch der Opfer der „Kinderfachabteilung“ in der Leipziger Universitätskinderklinik. Dabei arbeitete er mit Julius Hallervorden am KWI und Werner Catel zusammen. Seit Mitte 1940 untersuchte Friedrich in Dösen zudem die aus der Aktion-T4-Anstalt Pirna-Sonnenstein eingesandten Gehirne.
Am 14. Dezember 1939 wurde auf Anweisung von Gauleiter Martin Mutschmann das damalige „Israelitische Krankenhaus“ (vormals Eitingon Krankenhaus in der Eitingonstr. 12) innerhalb von vier Stunden geräumt und in das Haus B 5, kurze Zeit später in das Haus D der Heilanstalt Dösen exmittiert. Letzter Chefarzt dieses Krankenhauses, nun auf dem Areal der Heilanstalt, war der Chirurg Otto Michael (1876–1944). Zusammen mit Moses Michel Walltuch konnte Michael unter schwierigsten Bedingungen dort vorerst 21 jüdische Patienten weiterhin versorgen. Am 15. Juni 1943 erhielt Michael mit den letzten beiden verbliebenen Mitarbeiterinnen in Haus D die Aufforderung, sich am 16. Juni 1943 in der „Sammelstelle“ der 32. Volksschule in der Yorckstraße einzufinden. Mit dem Deportationstransport XVI/2 wurden Michael und 17 weitere Leipziger nach Theresienstadt deportiert, wo er am 15. Juni 1944 an den Folgen starb.
1941 wurde zur Versorgung von 200 an Fleckfieber erkrankten Zwangsarbeitern eine Isolierstation eingerichtet. Während des Zweiten Weltkrieges wurden viele Leipziger Krankenhäuser zerstört. Die Chirurgische und die Innere Abteilung des St. Jacob-Hospitals, welches auch dem Krieg zum Opfer fiel, wurden nach Dösen verlegt. Dazu kamen Teile von verschiedenen Universitätskliniken im Rahmen der sogenannten Aktion Brandt (ab 1943), darunter Teile der Universitätskinderklinik, so deren Infektionsstation und „Kinderfachabteilung“ unter Leitung von Catels ehemaligem Mitarbeiter Hans-Joachim Hartenstein.

### Nachkriegs- und DDR-Zeit
Am 1. Juli 1946 erhielt Dösen den Klinikstatus mit fast allen medizinischen Sparten. Im Zuge der Bezirksgründung in der DDR ging die Klinik 1952 wieder in den Besitz der Stadt Leipzig über und trug von nun an den Namen Krankenanstalten Leipzig-Dösen. Zwischen 1951 und 1953 war Dietfried Müller-Hegemann ihr Leiter, der spätere Direktor der Neurologisch-Psychiatrischen Klinik der Universität Leipzig.
Am 1. Juli 1958 wurde aus der Klinik das Bezirkskrankenhaus für Psychiatrie Leipzig-Dösen des Bezirks Leipzig. In der DDR waren Bezirkskrankenhäuser Kliniken der Schwerpunktversorgung und überwiegend in den 14 Bezirksstädten angesiedelt.

### Nach der Wiedervereinigung

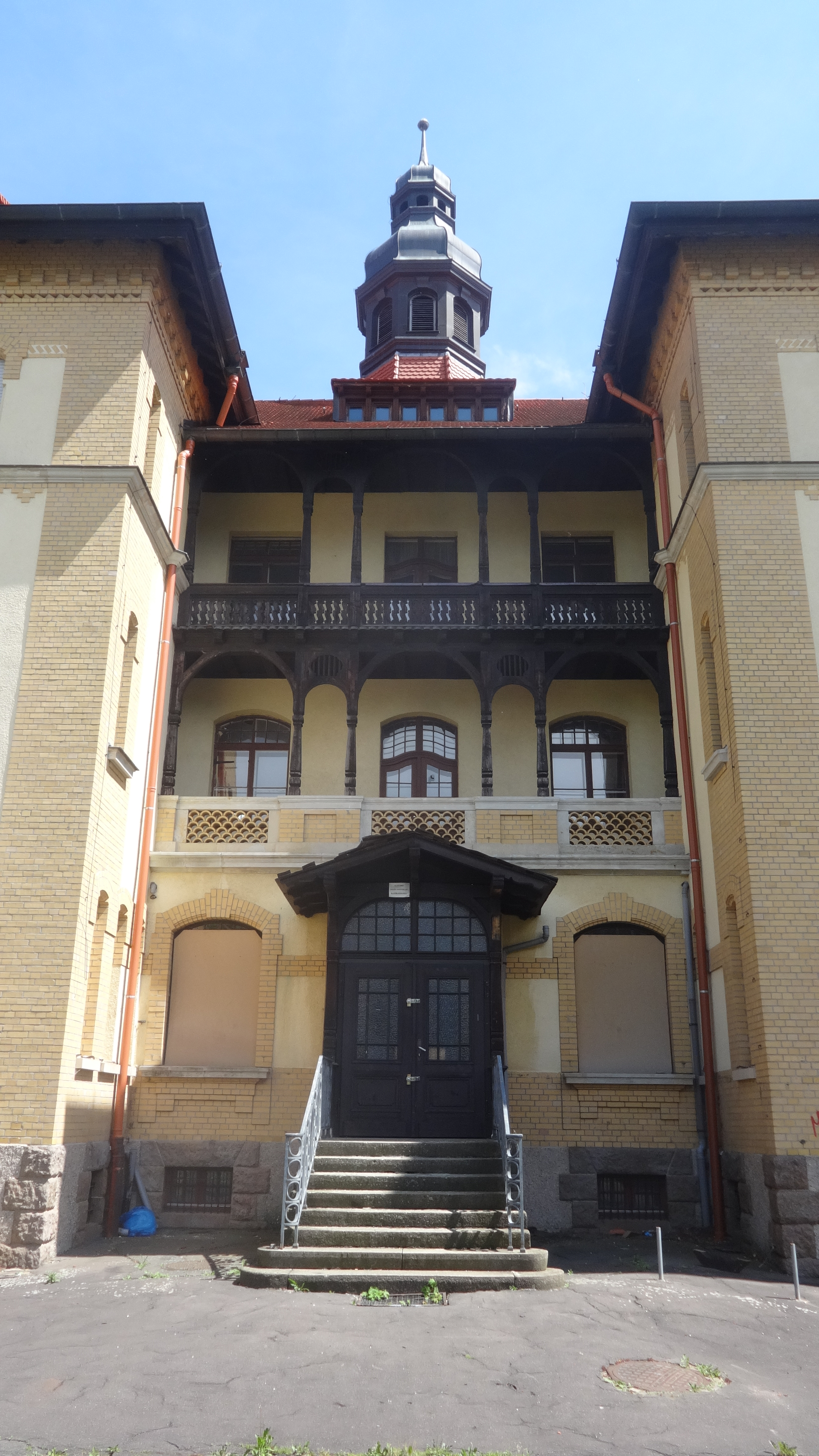
Rückseite des ehemaligen Direktions- bzw. Verwaltungsgebäudes an der Chemnitzer Str. 50 (2017)

Nach der deutschen Wiedervereinigung wurde die Klinik wieder der Stadt Leipzig übergeben und firmierte ab 1992 als Park-Krankenhaus Leipzig-Dösen, Städtisches Krankenhaus für Psychiatrie, Chirurgie und Innere Medizin. Ab 1990 und bis 1994 wurde die psychiatrische Klinik von Angelika Strauß als Chefärztin geleitet. 1993 fusionierten die Städtische Klinik für Orthopädie und Rehabilitation Dr. Georg Sacke und das Park-Krankenhaus Leipzig-Dösen zur Städtischen Klinik Leipzig-Südost.
Am 1. Januar 1999 wurde das Park-Krankenhaus Leipzig-Südost privatisiert und von der Rhön-Klinikum AG übernommen. Im Leipziger Stadtteil Probstheida wurden ein Neubau errichtet und 2002 die verschiedenen Kliniken auf einem 104 Hektar großen Gelände neben dem Herzzentrum Leipzig zusammengeführt. Die Klinikgebäude in Dösen stehen seither leer.
Das Gelände wurde an eine Immobilien-AG aus Arnstadt verkauft. Diese veräußerte das ehemalige Anstaltsgelände im Mai 2015 weiter an die GRK-Holding in Leipzig. Die Gebäude dienen bisweilen noch als Kulisse für Film- und Fernsehaufnahmen, so zum Beispiel im Fernsehfilm Dresden und in der Fernsehserie Tierärztin Dr. Mertens, wo das ehemalige Park-Krankenhaus das Verwaltungsgebäude des Zoos darstellt. Der 65 Meter hohe Wasserturm, ein Wahrzeichen des Anstaltsgeländes, wurde 2007 wegen Baufälligkeit abgerissen.

## Planungen
Der Projektentwickler Instone Real Estate plant eine umfassende Sanierung des Geländes unter dem Namen Parkstadt Dösen oder auch Parkstadt Leipzig. Neben der Sanierung von 20 denkmalgeschützten Häusern soll das Gelände um 18 Neubauten ergänzt werden. Insgesamt 600 Wohnungen sind geplant. Das Bauvorhaben verzögert sich aufgrund zahlreicher Debatten um Baumfällungen, PKW-Stellplätze und Artenschutz. Laut Stadtverwaltung muss ein Drittel des Bestandes gefällt werden, das wären nahezu 300 Bäume. Im Juni 2021 stimmte der Stadtrat den Plänen zu und man begann im Süden der Fläche mit der Errichtung eines Kindergartens.

## Bekannte Patienten
Der wohl bekannteste Psychiatrie-Patient war Daniel Paul Schreber, der 1911 in Dösen starb; er war der Sohn des Pädagogen und Orthopäden Moritz Schreber, des Namensgebers der späteren Schreber- bzw. Kleingarten-Bewegung.
Die sächsische Mundartdichterin Lene Voigt wurde 1946 als Patientin eingewiesen. Nach ihrer Heilung blieb sie freiwillig bis zu ihrem Tod 1962 in der Einrichtung und arbeitete für die Verwaltung. Auch der in Leipzig wohnhafte Buchgestalter Egon Pruggmayer wurde bis zu seinem Tod 1983 hier behandelt.

## Gedenken
An die Geschichte der Heil- und Pflegeanstalt Leipzig-Dösen bis 1990, insbesondere an die dort in der Zeit des Nationalsozialismus begangenen Morde an Patienten, erinnert seit 2013 die multimediale Dauerausstellung „Verwahren. Versorgen. Heilen“. Sie ist im Foyer der Klinik für Psychiatrie, Psychosomatik und Psychotherapie des heutigen Park-Klinikums Leipzig zu sehen. Die Geschichte der Heilanstalt von 1901 bis 1945 wird zudem im Sächsischen Psychiatriemuseum thematisiert.

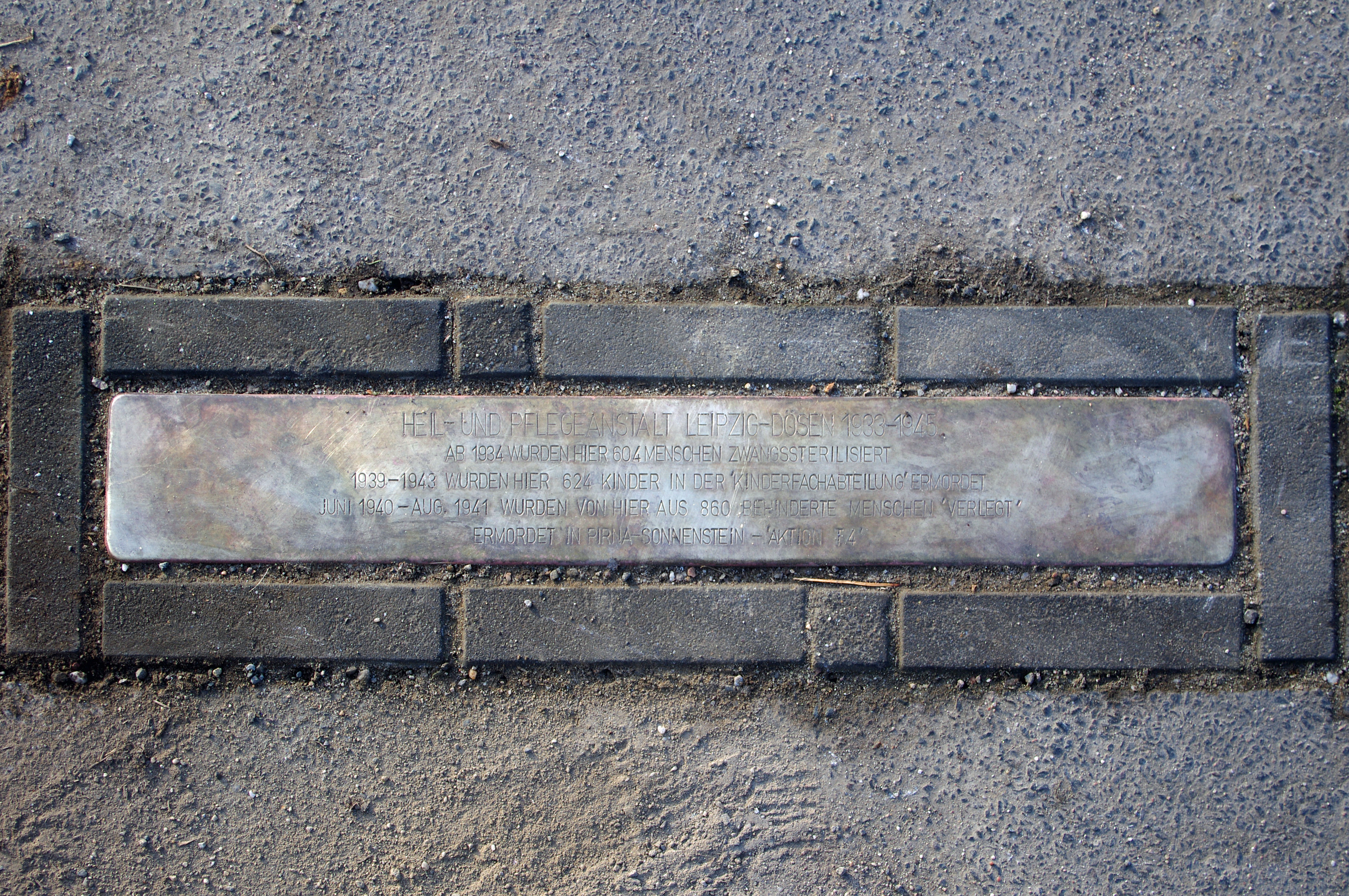

Zum Gedenken an die Opfer der Kinder-„Euthanasie“ 1940–1943 und andere NS-Opfer in Verbindung mit der Heilanstalt Dösen wurde am 7. Mai 2016 an der Bushaltestelle Pahlenweg gegenüber dem ehemaligen Haupteingang, Chemnitzer Straße 50, von Gunter Demnig eine „Stolperschwelle“ verlegt. Das institutionelle Mahnmal trägt die Inschrift:

„Heil- und Pflegeanstalt Leipzig-Dösen 1933–1945

Ab 1934 wurden hier 604 Menschen zwangssterilisiert

1939–1943 wurden hier 624 Kinder in der ‚Kinderfachabteilung‘ ermordet

Juni 1940–Aug. 1941 wurden von hier 860 behinderte Menschen ‚verlegt‘

Ermordet in Pirna-Sonnenstein – ‚Aktion T4‘“